# Ísafjarðardjúp
Ne doit pas être confondu avec Ísafjörður (fjord).
L'Ísafjarðardjúp, toponyme islandais signifiant littéralement en français « le profond fjord glacé », ou plus simplement Djúp, est un fjord du nord-ouest de l'Islande, au cœur des Vestfirðir. S'avançant d'environ 120 kilomètres à l'intérieur des terres, il est profondément ramifié en de nombreux fjords, notamment sur son rivage sud-ouest. Au nord-est, il est dominé par le Drangajökull. Les îles de Æðey, Vigur, Borgarey, Djúphólmi et Hrútey sont baignées par les eaux du fjord. Ses rivages sont habités au sud-ouest, notamment avec les localités de Bolungarvík, Hnífsdalur, Súðavík et Ísafjörður, la capitale régionale, reliées entre elles par la route 61 ou Djúpvegur qui, via la route 60, les relient aussi au reste du pays.

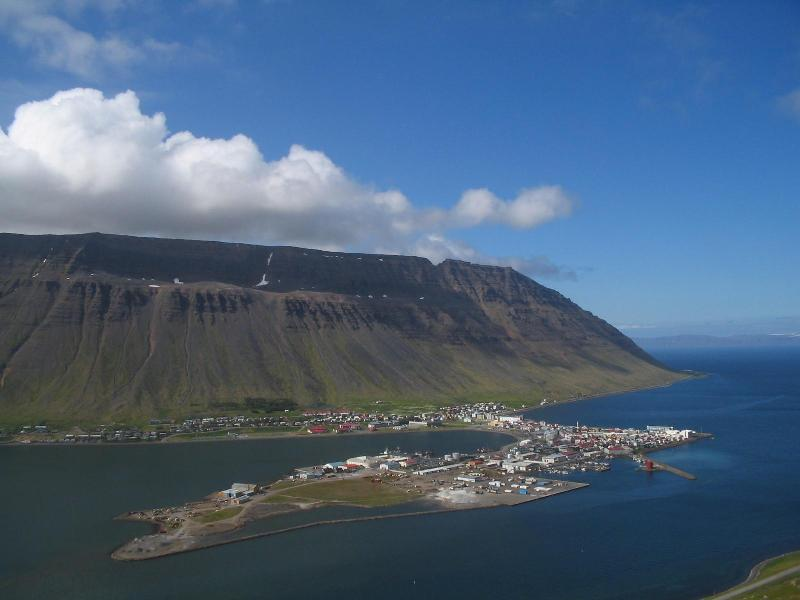
Vue d'Ísafjörður, la principale localité de l'Ísafjarðardjúp située dans le Skutulsfjörður.